# Franck Cazenave
Pour les articles homonymes, voir Cazenave.
Franck Cazenave, né le 28 juin 1917 à Belin où il est mort le 10 août 1974,,, est un homme politique français.

## Biographie
Il est, avec son frère Guy (1906-1972) l’un des deux fils de Louis Cazenave (1883-1958), fondateur des Usines Cazenave, industrie de cycles, fonderie, matériel roulant et scierie, implantée à Belin et qui ferme en 1975.
Ingénieur des Arts et métiers diplômé de l'Institut catholique d'arts et métiers (ICAM) de Lille en 1938, il fait son service militaire dans l’aviation. Avec la mobilisation de 1939, il est rappelé comme officier-navigateur en mars. Pendant l’Occupation, il s’implique dans la Résistance girondine, en mettant en place une cache d’armes dans l’usine de Belin. Il rejoint la « France libre » en 1942 et reçoit par la suite plusieurs décorations. En 1944, il fait partie du commando qui intercepte André Grandclément, accusé de pactiser avec la Gestapo.
À la mort de son père en 1958, il prend la direction de l’usine jusqu’en 1971.
Il est adjoint au maire de Belin en 1959. Proche du Centre national des indépendants et paysans, en 1962 il est élu député de la 7e circonscription de la Gironde et réélu trois fois jusqu’à son décès en 1974 en cours de mandat. Aux élections municipales de 1965, il devient maire de Belin, poste qu'il occupe jusqu'en 1972. Il est Conseiller général du canton d'Arcachon de 1967 à 1973 puis maire d'Andernos-les-Bains (1973-1974).
Franck Cazenave meurt de maladie, à Paris, en cours de législature, un peu plus d’un an après sa réélection. C’est son suppléant depuis 1973, Emile Durand, conseiller général de Bazas (depuis 1970) et maire de Cudos (depuis 1971) qui lui succède.
Marié en 1941 avec Huguette Darroman, Franck Cazenave épouse en secondes noces Danielle Ferrière, fille de Jean Ferrière, ancien directeur du Port Autonome de Bordeaux et il a deux filles.

## Distinctions

### Décorations
- Médaille de l’aéronautique
- Croix de guerre 1939-1945
- Croix du combattant volontaire
- Croix de la valeur militaire
- Commandeur du Mérite militaire
- Officier de la Légion d’honneur
- Médaille commémorative des opérations de sécurité et de maintien de l'ordre en Afrique du Nord
- Chevalier du Mérite agricole

## Postérité
Une association des amis de Franck Cazenave perpétue sa mémoire.